# Emiliano Massa
Emiliano Massa (* 5. Dezember 1988 in Formosa) ist ein ehemaliger argentinischer Tennisspieler.

## Persönliches
Emilianos Bruder Edgardo Massa ist ebenfalls Tennisprofi.

## Karriere
Massa spielte bis 2006 auf der ITF Junior Tour. Sein bestes Ergebnis bei Grand-Slam-Turnieren war im Einzel das Achtelfinale in Wimbledon 2006. Im Doppel gewann er an der Seite seines Landsmannes Leonardo Mayer überraschend die French Open. Ende des Jahres gewann er mit Mayer das prestigeträchtige Orange Bowl. 2006 verteidigte er den Titel bei den French Open, diesmal allerdings mit Kei Nishikori. In der Jugend-Rangliste erreichte er mit Rang 16 seine kombinierte höchste Notierung.
Bei den Profis spielte Massa ab 2004 Turniere, hauptsächlich auf der ITF Future Tour. Mit dem Halbfinale 2005 erzielte er sein bestes Einzelresultat und Platz 845 in der Weltrangliste. Im Doppel gewann er 2005 zwei Futures mit Mayer und kam 2006 zu einem Match auf der ATP Tour in Buenos Aires, wo er mit Mayer in der ersten Runde verlor. Seinen Bestwert in der Rangliste des Doppels erreichte er im März 2006 mit Platz 763. Wegen anhaltender Verletzungen der Schultern und vier Operationen beendete er 2006 seine Karriere. 2010 kam er für ein Turnier nochmal zurück.